# Иоффе, Абрам Фёдорович
Абра́м Фёдорович Ио́ффе (17 (29) октября 1880, Ромны, Полтавская губерния — 14 октября 1960, Ленинград) — русский и советский физик, организатор науки, обыкновенно именуемый «отцом советской физики», академик (1920), вице-президент АН СССР (1942—1945). Герой Социалистического Труда (1955). Лауреат Ленинской премии. Заслуженный деятель науки РСФСР (1933). 
Создатель научной школы, давшей многих выдающихся советских физиков, таких как А. П. Александров, Л. А. Арцимович, Я. Г. Дорфман, П. Л. Капица, И. К. Кикоин, П. П. Кобеко, И. В. Курчатов, П. И. Лукирский, Н. Н. Семёнов, Я. И. Френкель и другие.

## Биография
Родился 17 октября (по старому стилю) 1880 года в Ромнах Полтавской губернии в еврейской семье. Отец — «Ковенской губернии Вилькомирского уезда роговский мещанин», впоследствии купец второй гильдии Срол-Файвиш Вульфович (Израиль-Файвиш, Фёдор Васильевич) Иоффе (1854—1898), был уроженцем Ковно, мать — Рахиль-Геня (Рашель) Абрамовнa Вайнштейн — была домохозяйкой. У него были брат Пётр (1892), сёстры Зинаида (1883), Лидия (1885) и Надежда (1887). Среднее образование получил в Роменском реальном училище (1889—1897), где познакомился и завёл дружеские отношения со Степаном Тимошенко, будущим учёным-механиком, которые впоследствии поддерживал и в зрелом возрасте.
В 1902 году окончил Санкт-Петербургский практический технологический институт, в 1905 году — Мюнхенский университет в Германии, где работал под руководством В. К. Рентгена и получил степень доктора философии, защитив диссертацию на тему «Elastische Nachwirkung im kristallinischen Quarz». Как отмечают, он вернётся в Россию несмотря на возражения Рентгена, будучи большим её патриотом и убеждённым марксистом. С 1906 года работал внештатным старшим лаборантом кафедры физики в Политехническом институте, где в 1918 году для подготовки инженеров-физиков организовал Физико-механический факультет. В 1908—1914 годах Иоффе читает курс термодинамики в Петербургском горном институте. В 1911 году принял лютеранство для вступления в брак с нееврейкой. Профессор с 1913 года.
В 1911 году А. Ф. Иоффе определил заряд электрона, использовав ту же идею, что и Р. Милликен: в электрическом и гравитационном полях уравновешивались заряженные частицы металла (в опыте Милликена — капельки масла). Однако эту работу Иоффе опубликовал только в 1913 году (Милликен опубликовал свой результат несколько раньше, поэтому в мировой литературе эксперимент получил его имя).
В 1911 году ему предложили стать профессором Калифорнийского университета в Беркли, в 1926 году снова сделали это предложение, однако он от них отказывался, как и от других подобных. Как отмечают, он «был удивительным человеком — хорошо знакомым большей части современного ему мира науки. Иоффе благосклонно принимал Эрнест Резерфорд, о нём хорошо отзывался Альберт Эйнштейн, что было совсем нечастым явлением, высоко ценил его научный руководитель, первый нобелевский лауреат по физике Вильгельм Рентген, считавший Иоффе продолжателем своих научных идей. Истоки популярности Иоффе — в его исключительных по значению работах…».
С 1913 по 1915 год читал лекции на курсах П. Ф. Лесгафта. В 1913 году защитил магистерскую и в 1915 году — докторскую диссертации по физике. С 1918 года член-корреспондент, а с 1920 года — действительный член Российской академии наук.
В 1918 году создаёт и возглавляет физико-технический отдел Государственного рентгенологического и радиологического института, являясь также Президентом этого института (директором был профессор М. И. Немёнов). В 1921 году стал директором Физико-технического института, созданного на основе отдела (теперь этот институт носит имя А. Ф. Иоффе). В 1919—1923 годах — председатель Научно-технического комитета петроградской промышленности, в 1924—1930 — председатель Всероссийской ассоциации физиков, с 1932 года — директор Агрофизического института.
Абрам Иоффе — один из инициаторов создания Дома учёных в Ленинграде (1934). В начале Великой Отечественной войны назначен председателем Комиссии по военной технике, в 1942 году — во время блокады Ленинграда вступил в партию и назначен председателем военной и военно-инженерной комиссии при Ленинградском горкоме партии.
С середины 1930-х годов А. Ф. Иоффе отстаивал (в том числе и перед руководством страны) необходимость интенсивных исследований ядерных реакций. В ЛФТИ для этой цели была создана лаборатория, во главе которой он поставил И. В. Курчатова. В сентябре 1942 года по распоряжению ГКО на базе этой лаборатории, которая в то время находилась в эвакуации в Казани, была создана Лаборатория № 2 АН СССР, что дало официальный старт советской атомной программе.
Осенью 1941 года, находясь в эвакуации в Казани, выступил на общем собрании физико-математического отделения АН СССР с призывом включиться в работу по оборонной тематике, эта помощь должна быть конкретной: «Я, например, пришёл к заключению, что буду наиболее полезен в качестве деятеля по руководству строительства укрепления вокруг Казани».
В 1944 году А. Ф. Иоффе принял участие в судьбе Физического факультета МГУ. От его имени В. М. Молотову было написано письмо четырёх академиков, которое инициировало разрешение противостояния между так называемой «академической» и «университетской» физикой.
В 1945 году он был включён в состав Технического совета Специального комитета, планировал научно-исследовательские работы своего института (в этой работе ему помогал Л. А. Арцимович), передачу для нужд института площадей завода № 130 Наркомэлектропрома.
В декабре 1950 года, во время кампании по «борьбе с космополитизмом», Иоффе был снят с поста директора и выведен из состава Учёного совета института. В 1952 году возглавил лабораторию полупроводников АН СССР. В 1954 году на основе лаборатории был создан Институт полупроводников АН СССР.
Автор работ по экспериментальному обоснованию теории света (1909—1913), физике твёрдого тела, диэлектрикам и полупроводникам. Был редактором многих научных журналов, автором ряда монографий, учебников и популярных книг, в том числе «Основные представления современной физики» (1949), «Физика полупроводников» (1957) и других.
Крупнейшей заслугой А. Ф. Иоффе является основание уникальной физической школы, которая позволила вывести советскую физику на мировой уровень. Первым этапом этой деятельности была организация в 1916 году семинара по физике. К участию в своём семинаре Иоффе привлёк молодых учёных из Политехнического института и Петербургского университета, которые вскоре стали его ближайшими соратниками при организации Физико-технического института. По инициативе Иоффе начиная с 1929 года были созданы физико-технические институты в крупных промышленных городах: Харькове, Днепропетровске, Свердловске и Томске. Ученики и коллеги с любовью и почтением называли Абрама Фёдоровича «папа Иоффе».
Под руководством А. Ф. Иоффе начинали свою научную деятельность такие выдающиеся советские учёные, как А. П. Александров, Л. А. Арцимович, Я. Г. Дорфман, П. Л. Капица, И. К. Кикоин, П. П. Кобеко, И. В. Курчатов, П. И. Лукирский, Н. Н. Семёнов, Я. И. Френкель и многие другие.
А. Ф. Иоффе скончался в своём рабочем кабинете 14 октября 1960 года. Похоронен на Литераторских мостках Волковского кладбища. Надгробие (скульптор М. К. Аникушин, архитектор Ф. А. Гепнер) создано в 1965 году.

## Семья
- Первая жена (1908) — Вера Андреевна Иоффе (урождённая Кравцова, 1881—1948), из дворян, зубной врач, с 1919 года библиотечный работник[33].
  - Дочь — доктор физико-математических наук Валентина Абрамовна Иоффе (1910—1985)[5], заведующая лабораторией в Институте химии силикатов АН СССР, жена оперного певца, народного артиста РСФСР С. И. Мигая.
- Вторая жена (1928) — Анна Васильевна Ечеистова (1905—1988), физик.
- Дочь его двоюродного брата — актриса Руфь Марковна Иоффе (сценический псевдоним Рома, 1915—1989), жена Аркадия Райкина.

## Награды и звания
- Герой Социалистического Труда (28 октября 1955)
- Орден Ленина (28 октября 1955)
- Орден Ленина (10 июня 1944)
- Орден Ленина (30 октября 1940) — за выдающиеся заслуги в области научно-исследовательских работ по современной физике, в связи с исполнившимся 60-летием со дня рождения и 35-летием научно-педагогической деятельности
- Заслуженный деятель науки РСФСР (1933)
- 3 октября 1933 года в связи с 15-летием физико-химического института Приказом Наркомтяжпрома премирован личным автомобилем[34]
- Ленинская премия (1961, посмертно)
- Сталинская премия I степени (10 апреля 1942) — за исследования в области полупроводников, итоги которых опубликованы в работе «Полупроводники в физике и технике» в конце 1940 года
- Иоффе был членом многих академий наук: Гёттингенской (1924), Берлинской (1928), Американской академии наук и искусств (1929), почётным членом АН Германии «Леопольдина» (1958), Итальянской АН (1959), почётным доктором Калифорнийского университета (1928), Сорбонны (1945), университетов Граца (1948), Бухареста и Мюнхена (1955)

## Память
- В честь А. Ф. Иоффе был назван кратер Иоффе на Луне и научно-исследовательское судно «Академик Иоффе».
- В ноябре 1960 года имя А. Ф. Иоффе присвоено Физико-техническому институту АН СССР.
- В 1964 году в Санкт-Петербурге, Политехническая ул. 26, перед зданием ФТИ установлен памятник А. Ф. Иоффе. Такой же бюст установлен в Большом актовом зале ФТИ им. А. Ф. Иоффе.
- В Санкт-Петербурге, Политехническая ул., 29. Технический университет, 2-й учебный корпус на здании установлена мемориальная доска с текстом: «Здесь в 1906—1948 гг. работал выдающийся советский физик, академик А. Ф. Иоффе, основатель физико-механического факультета института». 1964 — первоначально установлена. 1983 — заменена. Арх. Линцбах Е. П. Мрамор[35].
- В Санкт-Петербурге, на набережной Кутузова, 10 на здании, где работал Абрам Иоффе, (ныне здание Института прикладной астрономии РАН) установлена мемориальная доска с текстом «Здесь в 1952—1960 гг. работал крупнейший учёный-физик, академик А. Ф. Иоффе, основатель института полупроводников Академии наук СССР». 1961. Мрамор[36].
- Именем А. Ф. Иоффе названа малая планета (5222) Иоффе, открытая астрономом Крымской астрофизической обсерватории Н. С. Черных 11 октября 1980 года[37].
- Имя А. Ф. Иоффе носит улица в Адлерсхофе (нем. Abram-Joffe Straße).
- 30 октября 2001 года площади между главными зданиями ФТИ им. А. Ф. Иоффе и Политехнического университета, от которой начинается улица Курчатова, присвоено название Площадь Академика Иоффе[38].
- Имя академика Иоффе носит специализированная общеобразовательная школа № 2 города Ромны, которая во времена учёного была реальным училищем.
- Именем А. Иоффе назван самолёт Airbus A320 авиакомпании «Аэрофлот»[39] с бортовым номером VP-BAD[40].
- Премия Правительства Санкт-Петербурга за выдающиеся научные результаты в области науки и техники: в номинации физика и астрономия — премия им. А. Ф. Иоффе.

Известны живописные, графические и скульптурные портреты А. Иоффе, исполненные в разные годы ленинградскими художниками и скульпторами, в том числе М. К. Аникушиным (1970).

## Документалистика
- Документальный фильм. Автор сценария: Надежда Виноградова. Режиссёр: Наталия Урвачёва. ГТРК «Санкт-Петербург». 2005 г (29 октября 2020). Его называли «Папа Иоффе».  39 мин. Россия-Культура. {{cite episode}}: |series= пропущен или пуст (справка)